# Pipromorphidae
Pipromorphidae är en familj av ordningen tättingar. Den omfattar över hundra arter som förekommer i Central- och Sydamerika, fördelade på 16–17 släkten i tre underfamiljer:
- Underfamilj Pipromorphinae
  - Corythornis – två myrpiplärkor
  - Pseudotriccus – tre pygmétyranner
  - Leptopogon – fyra till fem dvärgtyranner
  - Mionectes – fem till sju tyranner
  - Pogonotriccus – sju borstyranner, inkluderas ofta i Phylloscartes
  - Phylloscartes – 16 dvärgtyranner
- Underfamilj Rhynchocyclinae
  - Rhynchocyclus – fyra till fem spadnäbbar
  - Tolmomyias – fem till sju spadnäbbar
- Underfamilj Todirostrinae
  - Taeniotriccus – svartbröstad tyrann
  - Cnipodectes – två vridvingar
  - Todirostrum – sju todityranner
  - Poecilotriccus – tolv todityranner
  - Myiornis – fyra todityranner
  - Hemitriccus – 22 todityranner
  - Atalotriccus – blekögd todityrann
  - Lophotriccus – fyra todityranner
  - Oncostoma – två krumnäbbar

Arterna placeras traditionellt i familjen tyranner. DNA-studier visar dock att Tyrannidae består av fem klader som skildes åt redan under oligocen, pekar på att de skildes åt redan under oligocen, varför vissa auktoriteter behandlar dem som egna familjer, däribland Pipromorphidae.